# Оскар (кинопремия, 1990)
62-я церемония вручения наград премии «Оскар» за заслуги в области кинематографа за 1989 год прошла 26 марта 1990 года в «Dorothy Chandler Pavilion» (Лос-Анджелес, Калифорния).

## Фильмы, получившие несколько номинаций
| Фильм                                       | номинации | победы |
| ------------------------------------------- | --------- | ------ |
| • Шофёр мисс Дэйзи                          | 9         | 4      |
| • Рождённый четвёртого июля                 | 8         | 2      |
| • Слава                                     | 5         | 3      |
| • Моя левая нога                            | 5         | 2      |
| • Общество мёртвых поэтов                   | 4         | 1      |
| • Бездна                                    | 4         | 1      |
| • Знаменитые братья Бэйкеры                 | 4         | -      |
| • Приключения барона Мюнхгаузена            | 4         | -      |
| • Русалочка (м/ф)                           | 3         | 2      |
| • Генрих V                                  | 3         | 1      |
| • Индиана Джонс и последний крестовый поход | 3         | 1      |
| • Поле его мечты                            | 3         | -      |
| • Преступления и проступки                  | 3         | -      |
| • Враги. История любви                      | 3         | -      |
| • Камилла Клодель                           | 2         | -      |
| • Ширли Валентайн                           | 2         | -      |
| • Делай, как надо!                          | 2         | -      |
| • Родители                                  | 2         | -      |
| • Чёрный дождь                              | 2         | -      |

## Список лауреатов и номинантов
★ Победители выделены отдельным цветом. 

### Основные категории
| Категории                         | Лауреаты и номинанты                                                                                        | Лауреаты и номинанты                                                                   |
| --------------------------------- | --- | -------------------------------------------------------------------------------------- |
| Лучший фильм                      | ★ Шофёр мисс Дэйзи / Driving Miss Daisy (продюсеры: Ричард Д. Занук и Лили Фини Занук)                      | ★ Шофёр мисс Дэйзи / Driving Miss Daisy (продюсеры: Ричард Д. Занук и Лили Фини Занук) |
| Лучший фильм                      | • Рождённый четвёртого июля / Born on the Fourth of July (продюсеры: А. Китман Хо и Оливер Стоун)           |                                                                                        |
| Лучший фильм                      | • Общество мёртвых поэтов / Dead Poets Society (продюсеры: Стивен Хафт, Пол Юнгер Уитт и Тони Томас)        |                                                                                        |
| Лучший фильм                      | • Поле его мечты / Field of Dreams (продюсеры: Лоуренс Гордон и Чарльз Гордон)                              |                                                                                        |
| Лучший фильм                      | • Моя левая нога / My Left Foot: The Story of Christy Brown (продюсер: Ноэль Пирсон)                        |                                                                                        |
| Лучший режиссёр                   | | ★ Оливер Стоун за фильм «Рождённый четвёртого июля»                                    |
| Лучший режиссёр                   | • Вуди Аллен — «Преступления и проступки»                                                                   |                                                                                        |
| Лучший режиссёр                   | • Питер Уир — «Общество мёртвых поэтов»                                                                     |                                                                                        |
| Лучший режиссёр                   | • Кеннет Брана — «Генрих V»                                                                                 |                                                                                        |
| Лучший режиссёр                   | • Джим Шеридан — «Моя левая нога»                                                                           |                                                                                        |
| Лучшая мужская роль               | | ★ Дэниел Дэй-Льюис — «Моя левая нога» (за роль Кристи Брауна)                          |
| Лучшая мужская роль               | • Кеннет Брана — «Генрих V» (за роль короля Англии Генриха V)                                               |                                                                                        |
| Лучшая мужская роль               | • Том Круз — «Рождённый четвёртого июля» (за роль Рона Ковика)                                              |                                                                                        |
| Лучшая мужская роль               | • Морган Фримен — «Шофёр мисс Дэйзи» (за роль Хоука Колберна)                                               |                                                                                        |
| Лучшая мужская роль               | • Робин Уильямс — «Общество мёртвых поэтов» (за роль Джона Китинга)                                         |                                                                                        |
| Лучшая женская роль               | | ★ Джессика Тэнди — «Шофёр мисс Дэйзи» (за роль мисс Дэйзи Вортон)                      |
| Лучшая женская роль               | • Изабель Аджани — «Камилла Клодель» (за роль Камиллы Клодель)                                              |                                                                                        |
| Лучшая женская роль               | • Полин Коллинз — «Ширли Валентайн» (за роль Ширли Валентайн-Брэдшоу)                                       |                                                                                        |
| Лучшая женская роль               | • Джессика Лэнг — «Музыкальная шкатулка» (за роль Энн Тэлбот)                                               |                                                                                        |
| Лучшая женская роль               | • Мишель Пфайффер — «Знаменитые братья Бэйкеры» (за роль Сьюзи Диамонд)                                     |                                                                                        |
| Лучшая мужская роль второго плана | Дензел Вашингтон                                                                                            | ★ Дензел Вашингтон — «Слава» (за роль рядового Трипа)                                  |
| Лучшая мужская роль второго плана | Дензел Вашингтон                                                                                            | • Дэнни Айелло — «Делай, как надо!» (за роль Сэла)                                     |
| Лучшая мужская роль второго плана | Дензел Вашингтон                                                                                            | • Дэн Эйкройд — «Шофёр мисс Дэйзи» (за роль Були Вортона)                              |
| Лучшая мужская роль второго плана | Дензел Вашингтон                                                                                            | • Марлон Брандо — «Сухой белый сезон» (за роль Иэна МакКэнзи)                          |
| Лучшая мужская роль второго плана | Дензел Вашингтон                                                                                            | • Мартин Ландау — «Преступления и проступки» (за роль доктора Розенталя)               |
| Лучшая женская роль второго плана | Бренда Фрикер                                                                                               | ★ Бренда Фрикер — «Моя левая нога» (за роль миссис Браун)                              |
| Лучшая женская роль второго плана | Бренда Фрикер                                                                                               | • Анжелика Хьюстон — «Враги. История любви» (за роль Тамары Бродер)                    |
| Лучшая женская роль второго плана | Бренда Фрикер                                                                                               | • Лена Олин — «Враги. История любви» (за роль Маши)                                    |
| Лучшая женская роль второго плана | Бренда Фрикер                                                                                               | • Джулия Робертс — «Стальные магнолии» (за роль Шелби Итентон Лэтчери)                 |
| Лучшая женская роль второго плана | Бренда Фрикер                                                                                               | • Дайан Уист — «Родители» (за роль Хелен Бакмен)                                       |
| Лучший оригинальный сценарий      | ★ Том Шульман — «Общество мёртвых поэтов»                                                                   | ★ Том Шульман — «Общество мёртвых поэтов»                                              |
| Лучший оригинальный сценарий      | • Вуди Аллен — «Преступления и проступки»                                                                   |                                                                                        |
| Лучший оригинальный сценарий      | • Спайк Ли — «Делай, как надо!»                                                                             |                                                                                        |
| Лучший оригинальный сценарий      | • Стивен Содерберг — «Секс, ложь и видео»                                                                   |                                                                                        |
| Лучший оригинальный сценарий      | • Нора Эфрон — «Когда Гарри встретил Салли»                                                                 |                                                                                        |
| Лучший адаптированный сценарий    | ★ Альфред Ури — «Шофёр мисс Дэйзи» (по одноимённой пьесе автора)                                            | ★ Альфред Ури — «Шофёр мисс Дэйзи» (по одноимённой пьесе автора)                       |
| Лучший адаптированный сценарий    | • Рон Ковик и Оливер Стоун — «Рождённый четвёртого июля» (по одноимённой автобиографии Рона Ковика)         |                                                                                        |
| Лучший адаптированный сценарий    | • Пол Мазурски и Роджер Л. Саймон — «Враги. История любви» (по одноимённому роману Исаака Башевиса Зингера) |                                                                                        |
| Лучший адаптированный сценарий    | • Фил Олден Робинсон — «Поле его мечты» (по роману У. П. Кинселлы «Shoeless Joe»)                           |                                                                                        |
| Лучший адаптированный сценарий    | • Шейн Коннотон и Джим Шеридан — «Моя левая нога» (по одноимённой автобиографии Кристи Брауна)              |                                                                                        |
| Лучший фильм на иностранном языке | ★ Новый кинотеатр «Парадизо» / Nuovo cinema Paradiso (Италия) реж. Джузеппе Торнаторе                       | ★ Новый кинотеатр «Парадизо» / Nuovo cinema Paradiso (Италия) реж. Джузеппе Торнаторе  |
| Лучший фильм на иностранном языке | • Камилла Клодель / Camille Claudel (Франция) реж. Брюно Нюиттен                                            |                                                                                        |
| Лучший фильм на иностранном языке | • Иисус из Монреаля / Jésus de Montréal (Канада) реж. Дени Аркан                                            |                                                                                        |
| Лучший фильм на иностранном языке | • Вальсирующая Регице / Dansen med Regitze (Дания) реж. Каспар Роструп                                      |                                                                                        |
| Лучший фильм на иностранном языке | • Что случилось в Сантьяго / Lo que le pasó a Santiago (Пуэрто-Рико) реж. Хакобо Моралес                    |                                                                                        |

### Другие категории
| Категории                                    | Лауреаты и номинанты | Лауреаты и номинанты                                                                                            | Лауреаты и номинанты |
| -------------------------------------------- | --- | --- | -------------------- |
| Лучшая музыка: Оригинальный саундтрек        | | ★ Алан Менкен — «Русалочка»                                                                                     |                      |
| Лучшая музыка: Оригинальный саундтрек        | • Джон Уильямс — «Рождённый четвёртого июля»                                                                                                | |                      |
| Лучшая музыка: Оригинальный саундтрек        | • Дэйв Грузин — «Знаменитые братья Бэйкеры»                                                                                                 | |                      |
| Лучшая музыка: Оригинальный саундтрек        | • Джеймс Хорнер — «Поле его мечты» | |                      |
| Лучшая музыка: Оригинальный саундтрек        | • Джон Уильямс — «Индиана Джонс и последний крестовый поход»                                                                                | |                      |
| Лучшая песня к фильму                        | ★ Under the Sea — «Русалочка» — музыка: Алан Менкен, слова: Ховард Эшман                                                                    | ★ Under the Sea — «Русалочка» — музыка: Алан Менкен, слова: Ховард Эшман                                        |                      |
| Лучшая песня к фильму                        | • After All — «Шансы есть» — музыка: Том Сноу, слова: Дин Питчфорд                                                                          | |                      |
| Лучшая песня к фильму                        | • The Girl Who Used To Be Me — «Ширли Валентайн» — музыка: Марвин Хэмлиш, слова: Алан Бергман и Мэрилин Бергман                             | |                      |
| Лучшая песня к фильму                        | • I Love To See You Smile — «Родители» — музыка и слова: Рэнди Ньюман                                                                       | |                      |
| Лучшая песня к фильму                        | • Kiss the Girl — «Русалочка» — музыка: Алан Менкен, слова: Ховард Эшман                                                                    | |                      |
| Лучший монтаж                                | ★ Дэвид Бреннер, Джо Хатшинг — «Рождённый четвёртого июля»                                                                                  | ★ Дэвид Бреннер, Джо Хатшинг — «Рождённый четвёртого июля»                                                      |                      |
| Лучший монтаж                                | • Ноэль Буассон — «Медведь» | |                      |
| Лучший монтаж                                | • Марк Уорнер — «Шофёр мисс Дэйзи» | |                      |
| Лучший монтаж                                | • Уильям Стайнкамп — «Знаменитые братья Бэйкеры»                                                                                            | |                      |
| Лучший монтаж                                | • Стивен Розенблюм — «Слава» | |                      |
| Лучшая операторская работа                   | ★ Фредди Фрэнсис — «Слава» | ★ Фредди Фрэнсис — «Слава»                                                                                      |                      |
| Лучшая операторская работа                   | • Микаэль Саломон — «Бездна» | |                      |
| Лучшая операторская работа                   | • Хаскелл Уэкслер — «Блэйз» | |                      |
| Лучшая операторская работа                   | • Роберт Ричардсон — «Рождённый четвёртого июля»                                                                                            | |                      |
| Лучшая операторская работа                   | • Михаэль Балльхаус — «Знаменитые братья Бэйкеры»                                                                                           | |                      |
| Лучшая работа художника                      | ★ Антон Фёрст (постановщик), Питер Янг (декоратор) — «Бэтмен»                                                                               | ★ Антон Фёрст (постановщик), Питер Янг (декоратор) — «Бэтмен»                                                   |                      |
| Лучшая работа художника                      | • Лесли Дилли (постановщик), Энн Калджиэн (декоратор) — «Бездна»                                                                            | |                      |
| Лучшая работа художника                      | • Данте Ферретти (постановщик), Франческа Ло Скьяво (декоратор) — «Приключения барона Мюнхгаузена»                                          | |                      |
| Лучшая работа художника                      | • Бруно Рубео (постановщик), Криспиан Саллис (декоратор) — «Шофёр мисс Дэйзи»                                                               | |                      |
| Лучшая работа художника                      | • Норман Гарвуд (постановщик), Гаррет Льюис (декоратор) — «Слава»                                                                           | |                      |
| Лучший дизайн костюмов                       | ★ Филлис Далтон — «Генрих V» | ★ Филлис Далтон — «Генрих V»                                                                                    |                      |
| Лучший дизайн костюмов                       | • Габриэлла Пескуччи — «Приключения барона Мюнхгаузена»                                                                                     | |                      |
| Лучший дизайн костюмов                       | • Элизабет МакБрайд — «Шофёр мисс Дэйзи» | |                      |
| Лучший дизайн костюмов                       | • Джо И. Томпкинс — «Ночи Гарлема» | |                      |
| Лучший дизайн костюмов                       | • Теодор Пиштек — «Вальмон» | |                      |
| Лучший звук                                  | ★ Дональд О. Митчелл, Грегг Рудлофф, Эллиот Тайсон, Расселл Уильямс II — «Слава»                                                            | ★ Дональд О. Митчелл, Грегг Рудлофф, Эллиот Тайсон, Расселл Уильямс II — «Слава»                                |                      |
| Лучший звук                                  | • Дон Дж. Бассманя, Кевин Ф. Клири, Ричард Овертон, Ли Орлофф — «Бездна»                                                                    | |                      |
| Лучший звук                                  | • Дональд О. Митчелл, Кевин О’Коннелл, Грег П. Расселл, Кейт А. Вэстер — «Чёрный дождь»                                                     | |                      |
| Лучший звук                                  | • Майкл Минклер, Грегори Х. Уоткинс, Уайли Стейтман, Тод А. Мейтленд — «Рождённый четвёртого июля»                                          | |                      |
| Лучший звук                                  | • Бен Бёртт, Гэри Саммерс, Шон Мерфи, Тони Доу — «Индиана Джонс и последний крестовый поход»                                                | |                      |
| Лучший монтаж звуковых эффектов              | ★ Бен Бёртт, Ричард Химнс — «Индиана Джонс и последний крестовый поход»                                                                     | ★ Бен Бёртт, Ричард Химнс — «Индиана Джонс и последний крестовый поход»                                         |                      |
| Лучший монтаж звуковых эффектов              | • Милтон С. Барроу, Уильям Л. Мэнджер — «Чёрный дождь»                                                                                      | |                      |
| Лучший монтаж звуковых эффектов              | • Роберт Хендерсон, Алан Роберт Мюррей — «Смертельное оружие 2»                                                                             | |                      |
| Лучшие визуальные эффекты                    | ★ Джон Бруно, Деннис Мьюрен, Хойт Йетмен, Деннис Скотак — «Бездна»                                                                          | ★ Джон Бруно, Деннис Мьюрен, Хойт Йетмен, Деннис Скотак — «Бездна»                                              |                      |
| Лучшие визуальные эффекты                    | • Ричард Конуэй, Кент Хьюстон — «Приключения барона Мюнхгаузена»                                                                            | |                      |
| Лучшие визуальные эффекты                    | • Кен Ралстон, Майкл Лантьери, Джон Белл, Стив Гоули — «Назад в будущее 2»                                                                  | |                      |
| Лучший грим                                  | ★ Manlio Rocchetti, Линн Барбер, Кевин Хейни — «Шофёр мисс Дэйзи»                                                                           | ★ Manlio Rocchetti, Линн Барбер, Кевин Хейни — «Шофёр мисс Дэйзи»                                               |                      |
| Лучший грим                                  | • Мэгги Уэстон, Фабрицио Сфорца — «Приключения барона Мюнхгаузена»                                                                          | |                      |
| Лучший грим                                  | • Дик Смит, Кен Диаз, Грег Нельсон — «Отец»                                                                                                 | |                      |
| Лучший документальный полнометражный фильм   | ★ Общие темы: Истории с квилта / Common Threads: Stories from the Quilt (продюсеры: Роб Эпштейн и Билл Кутурье)                             | ★ Общие темы: Истории с квилта / Common Threads: Stories from the Quilt (продюсеры: Роб Эпштейн и Билл Кутурье) |                      |
| Лучший документальный полнометражный фильм   | • Адам Клэйтон Пауэлл / Adam Clayton Powell (продюсеры: Ричард Килберг и Ивонн Смит)                                                        | |                      |
| Лучший документальный полнометражный фильм   | • Вторжение в США: Штат в осаде / Crack USA: County Under Siege (продюсеры: Винс ДиПерсио и Билл Гуттентаг)                                 | |                      |
| Лучший документальный полнометражный фильм   | • Для всего человечества / For All Mankind (продюсеры: Эл Райнерт и Бетси Бройлес Брейер)                                                   | |                      |
| Лучший документальный полнометражный фильм   | • Супер начальник: Жизнь и наследие Ирла Уоррэн / Super Chief: The Life and Legacy of Earl Warren (продюсеры: Джудит Леонард и Билл Джерси) | |                      |
| Лучший документальный короткометражный фильм | ★ Наводнение в Джонстауне / The Johnstown Flood (продюсер: Чарльз Гуггенхейм)                                                               | ★ Наводнение в Джонстауне / The Johnstown Flood (продюсер: Чарльз Гуггенхейм)                                   |                      |
| Лучший документальный короткометражный фильм | • Классная еда, классные печенья, открыто с 6 до 9 / Fine Food, Fine Pastries, Open 6 to 9 (продюсер: Дэвид Петерсен)                       | |                      |
| Лучший документальный короткометражный фильм | • Яд Вашем: Сохранение прошлого, чтобы обеспечить будущее / Yad Vashem: Preserving the Past to Ensure the Future (продюсер: Рэй Эррол Фокс) | |                      |
| Лучший игровой короткометражный фильм        | ★ Опыт работы / Work Experience (Джеймс Хендри)                                                                                             | ★ Опыт работы / Work Experience (Джеймс Хендри)                                                                 |                      |
| Лучший игровой короткометражный фильм        | • Дневник Амазонки / Amazon Diary (Роберт Никсон)                                                                                           | |                      |
| Лучший игровой короткометражный фильм        | • Пожиратель детей / The Childeater (Джонатан Таммуз)                                                                                       | |                      |
| Лучший анимационный короткометражный фильм   | ★ Баланс / Balance (Кристоф Лауэнштайн и Вольфганг Лауэнштайн)                                                                              | ★ Баланс / Balance (Кристоф Лауэнштайн и Вольфганг Лауэнштайн)                                                  |                      |
| Лучший анимационный короткометражный фильм   | • Корова (Александр Петров) | |                      |
| Лучший анимационный короткометражный фильм   | • Ферма на холме / The Hill Farm (Марк Бейкер)                                                                                              | |                      |

### Специальные награды
| Награда                                                         | Лауреаты |
| --------------------------------------------------------------- | --- |
| Премия за выдающиеся заслуги в кинематографе (Почётный «Оскар») | ★ Акира Куросава — за кинематографические достижения, которые вдохновили, восхитили, обогатили и развлекли зрителей во всем мире и повлияли на кинематографистов во всем мире. |
| Награда имени Джина Хершолта                                    | ★ Ховард В. Кох |

## Научно-технические награды
| Награда                          | Лауреаты |
| -------------------------------- | --- |
| Награда имени Гордона Сойера     | ★ Пьер Энженю |
| Special Commendation             | ★ SMPTE — за постоянный вклад его членов в превращение кино в основную форму международного общения. |
| Academy Award of Merit           | Не присуждалась |
| Scientific and Engineering Award | • Ноксон Ливитт (ISTEC, Inc.) — за изобретение (Leavitt) и дальнейшее развитие (ISTEC) системы стабилизированных камер WESCAM. |
| Scientific and Engineering Award | • Джеймс Кетчем (JSK Engineering) — за выдающиеся достижения в проектировании и адаптируемость системы опережения/замедления SDA521B для дублирования звука на магнитную пленку.                                                       |
| Scientific and Engineering Award | • Джеффри Х. Уильямсон (Wilcam Photo Research Inc.), Роберт Д. Огюст — за дизайн и разработку (Уильямсон) и проектирование и разработку электроники (Огюст) камеры Wilcam W-7 200 кадров в секунду VistaVision Rotating Mirror Reflex. |
| Scientific and Engineering Award | • Клаус Реш, Эрих Фитц (FGV Panther Corp.) — за дизайн (Resch) и за разработку (Panther) тележки для фотоаппарата Super Panther MS-180.                                                                                                |
| Scientific and Engineering Award | • Дж. Л. Фишер (J. L. Fisher, Inc.) — за разработку и производство небольшой мобильной платформы для кинокамер, известной как Fisher Model Ten Dolly.                                                                                  |
| Technical Achievement Award      | • Лео Каттоццо — за проектирование и разработку самоперфорирующегося аппарата для склеивания липкой ленты CIR-Catozzo. |
| Technical Achievement Award      | • Magna-Tech Electronic Co., Inc. — за внедрение первой дистанционно управляемой функции опережения/замедления для озвучивания магнитной пленки.                                                                                       |